# Norashenik
Norashenik (in armeno Նորաշենիկ) è un comune di 118 abitanti (2010) della Provincia di Syunik in Armenia.